# Friedrich Stolz (Chemiker)

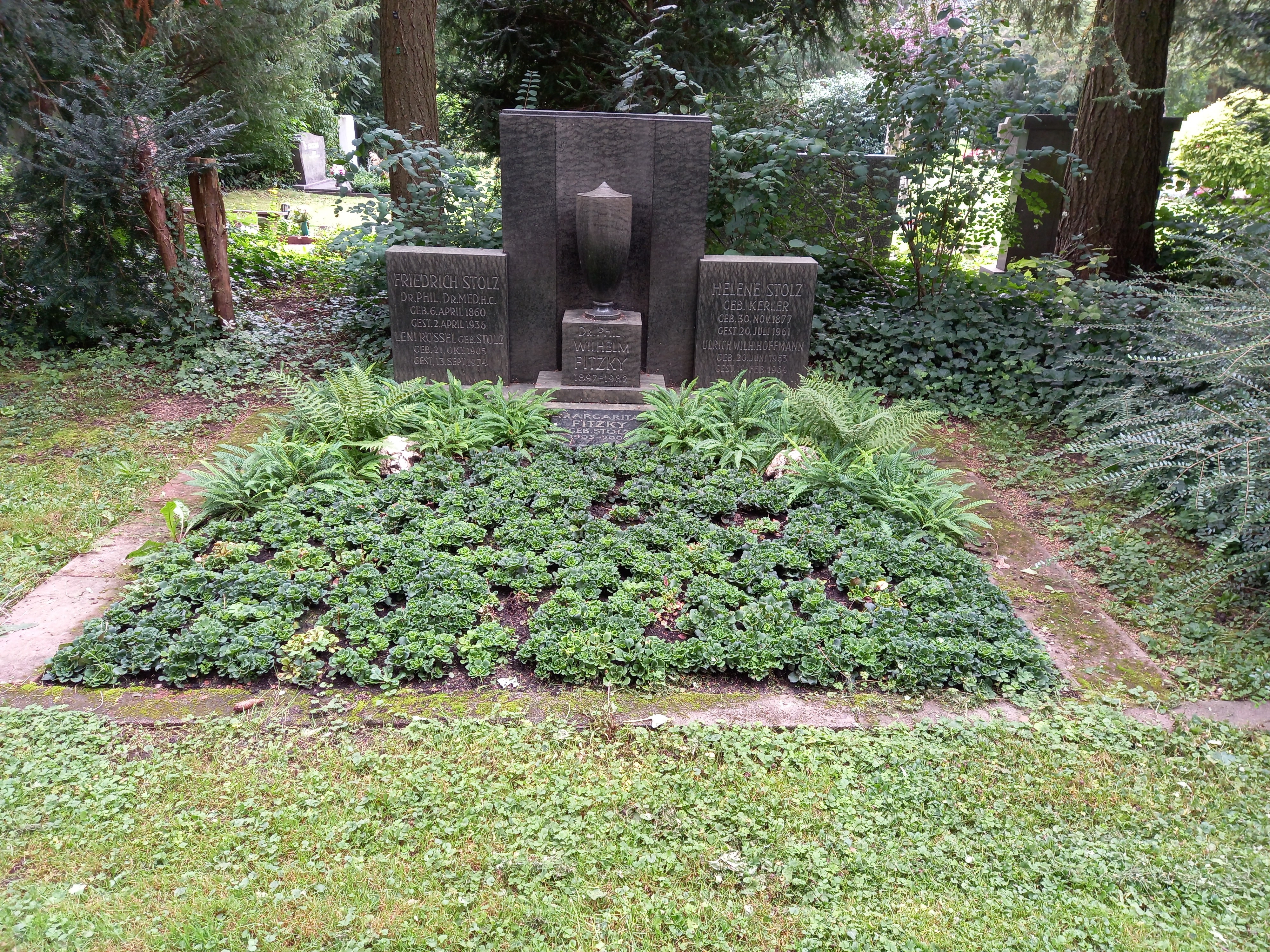
Das Grab von Friedrich Stolz und seiner Ehefrau Helene geborene Kerler im Familiengrab auf dem Friedhof Höchst in Frankfurt am Main

Karl Ludwig Friedrich Stolz (* 6. April 1860 in Heilbronn; † 2. April 1936 in Frankfurt-Höchst) war ein deutscher Chemiker, der 40 Jahre lang für Hoechst arbeitete und dort zuletzt das Zentrallabor leitete. Er ist der Erfinder des Schmerzmittels Aminophenazon (Handelsname Pyramidon, 1897). Mit der chemischen Synthese von Adrenalin (als Racemat) gelang Friedrich Stolz 1904 erstmals die künstliche Herstellung eines Hormons.

## Leben
Karl Friedrich Stolz war der Sohn des Heilbronner Chemikers Friedrich Conrad Stolz (1825–1886), der zum Zeitpunkt von Friedrichs Geburt noch die Heilbronner Bleiweißfabrik Bläß leitete. Der Vater entstammte einer alten Apothekerfamilie und kaufte 1862 die Apotheke in Ebersbach an der Fils, wohin die Familie 1863 umzog. Friedrich besuchte die Volksschule in Ebersbach und danach das Progymnasium in Schwäbisch Hall. Darauf begann er 1875 eine pharmazeutische Ausbildung bei seinem Onkel, dem Apotheker Karl Stolz in Kupferzell. Nach dem Gehilfenexamen 1878 war er als Apothekergehilfe in Weinsberg und in der Sichererschen Apotheke in Heilbronn tätig. Nach Militärdienst als Einjährigen-Freiwilliger studierte er ab 1883 Pharmazie in München und nahm 1884 ein Zweitstudium in Chemie bei Adolf von Baeyer auf, dessen Assistent er wurde und trotz zeitweilig vorherrschenden Auswanderungsplänen und andersartigen Berufswünschen seiner Eltern auch vorerst blieb.
Im Jahr 1890 folgte Friedrich Stolz einem Stellenangebot als Labormitarbeiter im Labor der Farbwerke Hoechst in Frankfurt am Main. Dort arbeitete er an der Weiterentwicklung eines fiebersenkenden Schmerzmittels, das nicht die Nebenwirkungen des kurz zuvor von Ludwig Knorr gefundenen Antipyrins hatte. Bis 1893 entwickelte Stolz das Pyramidon genannte Aminophenazon, das nach einer längeren Testphase 1897 patentiert wurde und große weltweite Verbreitung fand.
Er wurde Leiter der wissenschaftlichen Laboratorien von Hoechst und widmete sich danach der Entwicklung künstlicher Hormone. Angespornt durch die 1901 erstmals Jōkichi Takamine und Thomas Aldrich gelungene Gewinnung von Adrenalin aus tierischen Nieren gelang Stolz 1904 erstmals die Synthese des Hormons, die er 1906 bei der Naturforscherversammlung in Stuttgart vorstellte und 1910 mit dem Nachweis der Identität von natürlichem und synthetischem Hormon untermauerte. Stolz’ synthetisches Adrenalin wurde unter der Bezeichnung Suprarenin bekannt.
Seine weiteren Forschungen hatten die Salvarsanchemie, Novocain, Nirvanol und Ephedrin zum Gegenstand, er war maßgeblich an rund 50 Patenten der Hoechst-Werke beteiligt. Für sein Lebenswerk wurde er 1930 anlässlich seines 40-jährigen Dienstjubiläums bei Hoechst zum Ehrendoktor der Universität Marburg ernannt.
Er war ab 1900 mit der Rechtsanwaltstochter Helene Kerler (1877–1961) verheiratet. Der Ehe entstammten zwei Töchter. Stolz wird als akribischer Arbeiter, aber auch als wortkarger und sarkastischer Schwabe beschrieben, dessen einzige Leidenschaft neben seinem Beruf das Radfahren war.
1957 wurde ein Tankschiff der Farbwerke Hoechst nach ihm benannt, außerdem wurde eine Ehrentafel am Robert-Mayer-Gymnasium in Heilbronn für ihn angebracht. Seine Grabstätte befindet sich auf dem Friedhof in Frankfurt-Höchst (Gewann 3 V 32).